# 迪利·阿里
巴米德莱·杰曼·“迪利”·阿里（英語：Bamidele Jermaine "Dele" Alli；1996年4月11日—），英格蘭足球運動員，出身於米尔顿凯恩斯青訓系統。現效力意甲球隊科木，前英格蘭足球代表隊成員。

## 俱乐部生涯
阿里於於11歲時加盟米尔顿凯恩斯。
2012年11月2日，16歲的阿里首次代表米尔顿凯恩斯主隊為以後備身份於英格蘭足總盃出賽。
2014年9月18日，阿里與米尔顿凯恩斯簽署一份新合約留隊至2017年6月底。
2015年2月2日，英超球會熱刺以500萬英鎊轉會費從英甲米尔顿凯恩斯簽入阿里，合約為五年半，但阿里會以借用身份留於米尔顿凯恩斯至球季結束。
2021年2月24日，阿里在歐足總歐洲聯賽對陣沃爾夫斯貝格的比賽大放異彩，梅開二度助攻2球，並自己進了一球，助球隊以4比0勝出，前進16強賽。
2022年1月31日，阿里轉會至英超球隊愛華頓，費用可達到4000萬英鎊。阿里簽下了一份直到2023/24賽季結束的兩年半的合同。阿里在簽約後稱有機會在新教練手下工作是他加入「太妃糖」的原因之一。
2022年8月25日，阿里租借加盟土耳其足球超级联赛俱樂部贝西克塔什，效力於2022-23賽季剩餘時間。
2022年9月4日，阿里在客場對陣安卡拉古庫3-2獲勝的比賽中踢進自己378天以來的聯賽首球。
2025年1月19日，阿里以自由身的方式加盟意甲球隊科莫，合約為期18個月，至2025-26賽季結束。

## 国家队生涯
2015年10月9日，阿里在對陣愛沙尼亞的2016年歐洲國家盃外圍賽中首次代表英格蘭足球代表隊亮相，作為羅斯·巴克利的替補出場，以2比0獲勝。
2018年7月7日，英格兰队在2018年俄罗斯世界杯1/4决赛2-0淘汰瑞典，第59分钟阿里破门，以22岁87天成为英格兰队在世界杯上取得进球的第二年轻球员。

## 比賽風格
他的隊友將阿里形容為像巴西名宿，但德勒·阿里將自己的比賽風格形容為“與耶耶·托尼之間的混合”。

## 爭議事件
2020年2月，阿里在他的Snapchat帳號上发布了一段影片，其中他似乎在嘲笑一名亚洲男子，同时对2019冠状病毒病的爆发开玩笑。该视像显示，阿里在希思罗机场等待飞往迪拜的航班时戴着口罩，然后镜头移到一名亚裔男子身上，再放大到一瓶消毒洗手液上，似乎是在暗示航站楼里的亚裔男子可能感染了病毒。该视频的标题是「病毒必须比它更快才能抓住我」。2020年6月，阿里被认定「严重违反」英足总规则，包括提及种族、肤色、民族血统和／或国籍，并被监管委员会判定使用了「不可接受的种族主义定型观念」。2020年6月，阿里被足协禁赛一场，使他没有资格参加6月19日托特纳姆热刺主场对阵曼联的英超比赛。他还被罚款50,000英镑，并被命令参加教育课程。

## 個人生活
2023年7月，迪利阿里接受加利·尼維利的訪問，透露自己6歲時被媽媽的閨密性虐待、7歲開始吸煙、8歲開始販毒等，外借到贝西克塔什結束後，要進入康復中心接受六個星期治療，以戒除倚賴安眠藥的習慣和治理心理健康問題。

## 生涯數據

### 俱樂部數據
最後更新：2022年1月9日
| 俱樂部       | 賽季     | 聯賽     | 聯賽 | 聯賽 | 英格蘭足總盃 | 英格蘭足總盃 | 英格蘭聯賽盃 | 英格蘭聯賽盃 | 歐戰 | 歐戰 | 其他 | 其他 | 總計 | 總計 |
| 俱樂部       | 賽季     | 層級     | 出賽 | 進球 | 出賽         | 進球         | 出賽         | 進球         | 出賽 | 進球 | 出賽 | 進球 | 出賽 | 進球 |
| ------------ | -------- | -------- | ---- | ---- | ------------ | ------------ | ------------ | ------------ | ---- | ---- | ---- | ---- | ---- | ---- |
| 米尔顿凯恩斯 | 2011–12  | 英甲     | 0    | 0    | 0            | 0            | 0            | 0            | —    | —    | 0    | 0    | 0    | 0    |
| 米尔顿凯恩斯 | 2012–13  | 英甲     | 2    | 0    | 5            | 1            | 0            | 0            | —    | —    | 0    | 0    | 7    | 1    |
| 米尔顿凯恩斯 | 2013–14  | 英甲     | 33   | 6    | 1            | 0            | 2            | 0            | —    | —    | 1    | 1    | 37   | 7    |
| 米尔顿凯恩斯 | 2014–15  | 英甲     | 39   | 16   | 1            | 0            | 4            | 0            | —    | —    | 0    | 0    | 44   | 16   |
| 米尔顿凯恩斯 | 總計     | 總計     | 74   | 22   | 7            | 1            | 6            | 0            | —    | —    | 1    | 1    | 88   | 24   |
| 熱刺         | 2015–16  | 英超     | 33   | 10   | 3            | 0            | 1            | 0            | 9    | 0    | —    | —    | 46   | 10   |
| 熱刺         | 2016–17  | 英超     | 37   | 18   | 5            | 3            | 0            | 0            | 8    | 1    | —    | —    | 50   | 22   |
| 熱刺         | 2017–18  | 英超     | 36   | 9    | 7            | 1            | 2            | 2            | 5    | 2    | —    | —    | 50   | 14   |
| 熱刺         | 2018–19  | 英超     | 25   | 5    | 1            | 0            | 4            | 2            | 8    | 0    | —    | —    | 38   | 7    |
| 熱刺         | 2019–20  | 英超     | 25   | 8    | 5            | 0            | 1            | 0            | 7    | 1    | —    | —    | 38   | 9    |
| 熱刺         | 2020–21  | 英超     | 15   | 0    | 2            | 0            | 2            | 0            | 10   | 3    | —    | —    | 29   | 3    |
| 熱刺         | 2021–22  | 英超     | 10   | 1    | 1            | 0            | 2            | 0            | 5    | 1    | —    | —    | 18   | 2    |
| 熱刺         | 總計     | 總計     | 181  | 51   | 24           | 4            | 12           | 4            | 52   | 8    | —    | —    | 269  | 67   |
| 生涯總計     | 生涯總計 | 生涯總計 | 245  | 72   | 30           | 5            | 16           | 4            | 47   | 7    | 1    | 1    | 339  | 89   |

1. ↑  在英格蘭足球聯賽錦標賽出賽
2. 1 2  於歐霸盃出場
3. ↑  於歐洲冠軍聯賽6次出賽1顆進球, 歐霸盃2次出賽
4. 1 2 3  在歐洲冠軍聯賽出賽
5. ↑  在歐洲協會聯賽出賽

### 國家隊
最後更新：2019年6月9日
| 國家隊 | 年分 | 出賽 | 進球 |
| ------ | ---- | ---- | ---- |
| 英格蘭 | 2015 | 4    | 1    |
| 英格蘭 | 2016 | 11   | 1    |
| 英格蘭 | 2017 | 7    | 0    |
| 英格蘭 | 2018 | 11   | 1    |
| 英格蘭 | 2019 | 4    | 0    |
| 總計   | 總計 | 37   | 3    |

### 國家隊進球
| # | 日期           | 場館                                               | 場次 | 對手   | 進球 | 賽果 | 賽事                       | 參考來源 |
| - | -------------- | -------------------------------------------------- | ---- | ------ | ---- | ---- | -------------------------- | -------- |
| 1 | 2015年11月17日 | 英格兰，倫敦 · 溫布利球場（Wembley Stadium）       | 4    | 法國   | 1–0  | 2–0  | 熱身賽                     | [ 33 ]   |
| 2 | 2016年10月8日  | 英格兰，倫敦 · 溫布利球場（Wembley Stadium）       | 14   | 馬爾他 | 2–0  | 2–0  | 2018年國際足總世界盃外圍賽 | [ 34 ]   |
| 3 | 2018年7月7日   | 俄羅斯，薩馬拉 · 薩馬拉競技場（Solidarnost Arena） | 28   | 瑞典   | 2–0  | 2–0  | 2018年世界盃足球賽八強賽   | [ 35 ]   |

## 榮譽

### 球會
米爾頓凱恩斯
- 英格蘭足球甲級聯賽亞軍：2014–15[36]

熱刺
- 歐洲冠軍聯賽亞軍：2018–19

### 國家隊
英格蘭國家隊
- 國際足協世界盃殿軍：2018[37]
- 歐洲國家聯賽季軍：2018–19

個人
- 米爾頓凱恩斯年度最佳青年球員：2013–14年[38]
- 英格蘭足球聯賽每月最佳青年球員：2014年8月[3][39]
- 英格蘭足球甲級聯賽每月最佳球員：2015年1月[40]
- 英格蘭足球聯賽年度最佳青年球員： 2014–15年
- 米爾頓凱恩斯年度最佳球員：2014–15年[41]
- BBC季度最佳入球：2015–16年[42]
- PFA年度最佳青年球員：2015–16年、2016–17年
- 英格蘭足球超級聯賽每月最佳球員：2017年1月[43]
- PFA年度最佳陣容：2014–15年（英甲）、2015–16年（英超）、2016–17年（英超）

## 外部連結
- Soccerway資料庫：迪利·阿里
- 足球数据库：迪利·阿里的球员统计数据
- Dele Alli profile （页面存档备份，存于）  at the Tottenham Hotspur F.C. website